# Dichonia pinkeri
Dichonia pinkeri là một loài bướm đêm trong họ Noctuidae.